# Ancelle missionarie della Santissima Trinità
Le ancelle missionarie della Santissima Trinità (in inglese Missionary Servants of the Most Blessed Trinity) sono un istituto religioso femminile di diritto pontificio: le suore di questa congregazione pospongono al loro nome la sigla M.S.B.T.

## Storia
La congregazione ha le medesime origini di quella maschile dei missionari servi della Santissima Trinità, sorta negli Stati Uniti d'America a opera del lazzarista Thomas Augustine Judge: nel 1909 Judge fondò a Brooklyn il "cenacolo dell'apostolato missionario", un'associazione di volontari laici per l'aiuto ai sacerdoti, e nel 1912 alcune sodali iniziarono a condurre vita comune.
Trasferitosi a Opelika nel 1915 come superiore della locale comunità lazzarista, Judge fece giungere da Brooklyn alcune volontarie del cenacolo perché lo aiutassero nell'apostolato missionario in Alabama: le prime collaboratrici giunsero a Opelika nel 1916 e si stabilirono poi a Phenix City, dove aprirono una scuola e diedero inizio alla congregazione.
Nel 1919 le religiose elessero la prima madre generale, Mary Boniface Keasy, sotto il cui governo l'istituto estese il suo apostolato alle popolazioni delle Isole Vergini, di Porto Rico e Cuba.
La congregazione fu inizialmente approvata nel 1921 da Edward Patrick Allen, vescovo di Mobile, e fu eretta in istituto religioso di diritto diocesano dall'arcivescovo di Filadelfia, Dennis Joseph Dougherty, il 20 febbraio 1932; ricevette il pontificio decreto di lode nel 1958.

## Attività e diffusione
Le suore si dedicano alla catechesi, alle missioni popolari e ad altre forme di apostolato, secondo le necessità delle popolazioni dei luoghi dove prestano servizio.
Oltre che negli Stati Uniti d'America, sono presenti in Giamaica, in Messico e a Porto Rico; la sede generalizia è a Filadelfia.
Alla fine del 2008 la congregazione contava 156 religiose in 43 case.